# Фредерик Бартер
Фредерик Бартер (енгл. Frederic Crosby Bartte; Манила, 10. септембар 1914 — Сан Антонио, 5. мај 1983) био је амерички лекар, ендокринолог познат по првим описима синдрома неодговарајућег излучивања антидиуретског хормона (СИАДХ), и Бартеровог синдрома.

## Епоними
Бартеров синдром
Болест која се карактерише; ниским нивоом калијума у крви (хипокалијемијом која настаје због губитка калијума преко тубуларног система бубрега), повишеном ренинском активношћу плазме, излучивањем алдостерона и нормалним артеријским крвним притиском.
Гителманов синдром
Аутозомно рецесивно обољење бубрега које се карактерише хипокалемијом метаболичком алкалозом са хипокалциуријом и хипомагнезијемиом. Синдром је узрокован мутацијама гена за тиазидсензитивни натријум-хлоридни симпортер (такође познат као Na+-Cl− котранспортер, скраћено NCC или NCCT, или као тиазид-сензитивни На+-Cl− котранспортер, ТSC), који се налази у дисталном завијеном бубрежном каналићу бубрега.
Шварц—Бартеров синдром (енгл. Schwarts-Bartter syndrome (William Benjamin Schwartz))
Болест која се карактерише непримереним лучењем хормона задњег режња хипофизе ADH (антидиуретски хормон).

## Живот и каријера
Рођен је на Филипинима у граду Манила 10. септембра 1914. Са 13 година отпутовао је у САД на школовање. Након што се привремено (на годину дана) вратио на Филипине, поново је отишао у САД на студије медицине у Харварду где је дипломирао 1940. 
Од 1951. радио је на америчком институту „National Institutes of Health” у коме је 1957. први је описао узрок неодговарајућег излучивања антидиуретског хормона, а 1967. описао је синдром који ће касније бити назван по њему Бартеров синдром. 
Године 1978. преселио се у Сан Антонио, где је радио у „Health Science Center” Универзитета у Тексасу све до своје смрти. 

## Признања
- 1986. У знак признања за Бартеров допринос науци, Америчко друштво за истраживање кости и минерала (American Society for Bone and Mineral Research) установило је награду са његовим именом, Frederic C. Bartter Award, која се додељује за изванредна достигнућа у клиничком истраживању.